# Tafuli
Tafuli is een bestuurslaag in het regentschap Belu van de provincie Oost-Nusa Tenggara, Indonesië. Tafuli telt 506 inwoners (volkstelling 2010).